# BLESSING CARD
〈BLESSNG CARD〉(블레싱 카드)는 2013년 8월 21일에 빙에서 발매된 VALSHE의 5번째 싱글이다.

## 해설
TV 도쿄계 《탐험 드릴랜드: 1000년의 진보》 엔딩 테마. 본작이 첫 애니메이션 음악이 됐다. 통상반은 2CD 방식, 초회반은 DVD 부속, Musing반은 완전생산한정반으로 오리지널 무비 “Musing Special Movie” 시청 ID 첨부(PC로만 시청 가능).

## 수록곡

### CD
DISC1
1. BLESSING CARD (3:56)
작사: VALSHE, 작곡: 미나토, 편곡: 사이토 신야
2. Mr.Diorama (3:59)
작사: VALSHE, 작곡: 미나토, 편곡: G'n-
3. Responsive (4:04)
작사·작곡: 미나토, 편곡: 마루야마 마유코
4. BLESSING CARD (Instrumental) (3:56)
5. Mr.Diorama (Instrumental) (3:59)
6. Responsive (Instrumental) (4:04)

DISC2(통상반만)
1. VALSHE RADIO: 카드 너무 많아서 지갑 닫히지 않아 편 (전편)(일본어: VALSHE RADIO ～カード多すぎて財布閉まらない編～（前編）)
2. 양보할 수 없는 소원(일본어: ゆずれない願い) (원곡: 타무라 나오미)
작사: 타무라 나오미, 작곡: 타무라 나오미, 이시카와 히로토, 편곡: G'n-
3. VALSHE RADIO: 카드 너무 많아서 지갑 닫히지 않아 편 (후편)(일본어: VALSHE RADIO ～カード多すぎて財布閉まらない編～（後編）)

### DVD
초회한정반
1. 〈BLESSING CARD〉 뮤직비디오
2. 〈BLESSING CARD〉 TV SPOT
3. VALSHE 미작극장 (일본어: VALSHE迷作劇場)

### 오리지널 무비
Musing반
1. 오리지널 무비 〈Musing Special Movie〉 시청 ID 첨부(PC로만 시청가능)
2. 톨케이스 디지백 사양
3. VALSHE 손편지가 있는 호화 부클릿